# 홈 어드밴티지
홈 어드밴티지(영어: home advantage, home ground, home field, home-field advantage, home court, home-court advantage, defender's advantage, home-ice advantage)는 주로 팀 스포츠에서 홈 팀이 익숙한 그라운드, 홈 팬들의 응원 등 이점을 가지는 것을 의미한다. 이러한 이점은 팬을 지원하는 것이 경쟁자나 심판에게 미치는 심리적 영향에 기인한다. 익숙한 상황에서 집 근처에서 노는 것의 심리적 또는 생리학적 이점; 단점은 원정 팀이 시간대나 기후 변화, 여행의 혹독함으로 인해 어려움을 겪는다는 것이다. 일부 스포츠에서는 홈팀을 직간접적으로 선호하는 특정 규칙이 적용된다. 특히 야구와 크리켓에서 차이는 외야 벽/경계까지의 거리와 같은 홈 야구장/그라운드의 특성을 활용하기 위해 홈 팀이 모인 결과일 수도 있다. 대부분의 다른 스포츠는 표준화된 경기장에서 진행된다.
이 용어는 또한 필요한 모든 게임이 진행되는 경우 상대 팀보다 홈에서 한 게임을 더 플레이할 예정인 팀에게 주어지기 때문에 "베스트 오브" 플레이오프 형식(예: 7전 3선승제)에서 널리 사용된다.
많은 스포츠에서 이러한 지정은 중립 경기장에서 진행되는 게임에도 적용될 수 있다. 다양한 스포츠의 규칙에 따라 홈 팀과 방문 팀에 대한 규정이 다르기 때문이다. 예를 들어 야구에서는 원정팀이 매 이닝마다 항상 먼저 타석을 친다. 따라서 양 팀의 홈 필드에서 경기가 진행되는 경우 한 팀을 "방문자"로 선택해야 한다. 마찬가지로 원래 한 경기장에서 경기를 펼칠 예정이었던 경기를 연기했다가 나중에 재개해야 하는 경우와 같이 홈 경기장에서 경기를 하는 팀이 공식적으로 방문 팀이고 상대 팀이 공식적으로 홈 팀인 경우가 흔하지 않다.

## 같이 보기
- 홈 앤드 어웨이
- 메이저 리그 베이스볼 올스타전
- 월드 시리즈